# Les Playboys
Les Playboys es un grupo musical de garage rock originario de Francia, formado en el año 1976.
Con el paso de los años, les Playboys se han vuelto habituales de conciertos y festivales de estética Mod.[cita requerida]

## Biografía
Sus componentes, originarios de Niza y amigos desde el colegio. A mediados de los años setenta fueron testigos del nacimiento del movimiento punk en Francia al que se unieron formando el grupo Dentists (no confundir con el grupo inglés The Dentists de los años 80). En 1979, formaron parte del revival del garage de los sesenta que iniciaron los norteamericanos The Fleshtones. En Dictionnaire du Rock Michka Assayas los describe como unos de los mejores grupos del género.

## Estilo musical
Sus conciertos muestran un estilo variado, que va desde el beat británico al garage norteamericano, pasando por el surf, en conjunción con sus propias composiciones en francés del estilo Ronnie Bird o Jacques Dutronc.[cita requerida]

## Miembros
- Voz: François Albertini
- Guitarra : Michel Nègre
- Guitarra : Marc Galliani
- Bajo: Frank Durban
- Batería: Gilles Guizol

## Discografía
- 1979 : Bootleg, LP, Rat Records
- 1981 : Jungle Media, Loup Garou
- 1982 : Jungle Media, Une heure que j'attends
- 1984 : AV Incorporated,LP, Playboys
- 1987 : Girl, LP, Stop it baby Rec.
- 1990 : Encore, LP/CD, Hit Records
- 1994 : La Baie des Requins, Dig Records, CD
- 1997 : Instrumental party, 3rd EP, Fascination records
- 2004 : Je revendique, Fascination records
- 2008 : Abracadabrantesque Teen Sound Records, CD
- 2011 : Anthologie LP/CD Sound Flat Records
- 2012 : Splash! LP/CD Sound Flat Records
- 2015 : Le Problème EP/33rpm AVthesound
- 2019 : J'aime pas EP AVthesound
- 2021 : La baie des requins LP Dangerhouse